# Décès en mai 2015

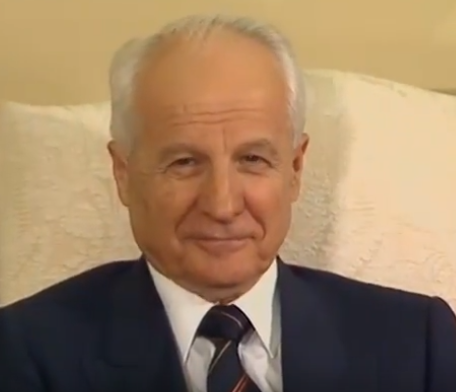
Kenan Evren pendant la visite d'Etat aux Etats-Unis en juin 1988.

Décès
- 2011
- 2012
- 2013
- 2014
- 2015
- 2016
- 2017
- 2018
- 2019

Pour une information complémentaire, voir la page d'aide.

| Date    | Nom                              | Activités | Âge   | Source                                                              |
| ------- | -------------------------------- | --- | ----- | ------------------------------------------------------------------- |
| 1er mai | Pete Brown (en)                  | Golfeur américain. | 80    |                                                                     |
| 1er mai | Amitabha Chowdhury (en)          | Journaliste indien. | 87    | (en)                                                                |
| 1er mai | Blanche Cobb                     | Supercentenaire américaine.                                                                                              | 114   | (en)                                                                |
| 1er mai | David Day (en)                   | Personnalité de la radio australienne.                                                                                   | 63    | (en)                                                                |
| 1er mai | Geoff Duke                       | Pilote de moto britannique.                                                                                              | 92    |                                                                     |
| 1er mai | Amar Laskri                      | Cinéaste algérien. | 73    |                                                                     |
| 1er mai | María Elena Velasco (en)         | Actrice mexicaine, interprète du personnage de La India María (en).                                                      | 74    | (es)                                                                |
| 1er mai | Grace Lee Whitney                | Actrice américaine. | 85    |                                                                     |
| 2 mai   | Michael Blake                    | Auteur américain. | 69    | (en)                                                                |
| 2 mai   | Sarah Correa (en)                | Nageuse brésilienne. | 22    | (pt)                                                                |
| 2 mai   | Ryan McHenry (en)                | Réalisateur et twittos écossais.                                                                                         | 27    | (en)                                                                |
| 2 mai   | Maïa Plissetskaïa                | Danseuse russe. | 89    |                                                                     |
| 2 mai   | Ruth Rendell                     | Romancière britannique.                                                                                                  | 85    |                                                                     |
| 2 mai   | Pierre Sterckx                   | Écrivain et critique d'art belge.                                                                                        | 79    |                                                                     |
| 3 mai   | Symphorian Keeprath (de)         | Prélat catholique indien.                                                                                                | 84    | (en)                                                                |
| 3 mai   | Rémy Kolpa Kopoul                | Journaliste français. | 66    |                                                                     |
| 3 mai   | Roger Nordmann                   | Résistant français. | 94    |                                                                     |
| 3 mai   | Jean Pépin                       | Homme politique français.                                                                                                | 75    |                                                                     |
| 3 mai   | Revaz Tchkheidze                 | Réalisateur soviétique, géorgien.                                                                                        | 88    | (en)                                                                |
| 4 mai   | Eva Aeppli                       | Femme peintre suisse. | 90    |                                                                     |
| 4 mai   | Ellen Albertini Dow              | Actrice américaine. | 101   |                                                                     |
| 4 mai   | William Bast                     | Scénariste et producteur américain.                                                                                      | 84    | (en)                                                                |
| 4 mai   | Andrew Lewis                     | Boxeur guyanien. | 44    | (en)                                                                |
| 4 mai   | Vicente Zico (pt)                | Prélat catholique brésilien.                                                                                             | 88    | (pt)                                                                |
| 5 mai   | Hans Jansen                      | Homme politique néerlandais.                                                                                             | 72    | (nl)                                                                |
| 5 mai   | Willy Moy                        | Gymnaste artistique français.                                                                                            | 58    |                                                                     |
| 5 mai   | Christopher Wood                 | Écrivain britannique. | 79    | (en)                                                                |
| 6 mai   | Errol Brown                      | Auteur-compositeur-interprète jamaïcano-britannique.                                                                     | 71    | (en)                                                                |
| 6 mai   | Nicôla Huỳnh Văn Nghi (vi)       | Prélat catholique vietnamien.                                                                                            | 88    | (vi)                                                                |
| 6 mai   | Jim Wright                       | Homme politique américain.                                                                                               | 92    | (en)                                                                |
| 7 mai   | Frank DiPascali (en)             | Financier américain, bras droit de Bernard Madoff.                                                                       | 58    | (en)                                                                |
| 7 mai   | Claude Durand                    | Éditeur, traducteur et écrivain français.                                                                                | 76    |                                                                     |
| 7 mai   | Jean-Pierre Joulin               | Journaliste français. | 81    |                                                                     |
| 7 mai   | Józef Pazdur (pl)                | Prélat catholique polonais.                                                                                              | 90    | (en)                                                                |
| 7 mai   | Jean-Marie Soubira               | Joueur français puis entraîneur de rugby à XV.                                                                           | 45    |                                                                     |
| 8 mai   | Charles Gottlieb                 | Résistant français. | 89    |                                                                     |
| 8 mai   | Rutger Gunnarsson                | Bassiste suédois. | 69    |                                                                     |
| 8 mai   | Menashe Kadishman                | Artiste peintre et sculpteur israélien.                                                                                  | 82    | (en)                                                                |
| 8 mai   | Leif Holger Larsen (en)          | Diplomate norvégien. | 61    | (en)                                                                |
| 8 mai   | Domingo Lucenario, Jr. (en)      | Diplomate philippin. | 54    | (en)                                                                |
| 8 mai   | Ilunga Mwepu                     | Footballeur international congolais.                                                                                     | 65    |                                                                     |
| 8 mai   | Juan Schwanner                   | Footballeur puis entraîneur hongrois, puis chilien.                                                                      | 94    | (hu)                                                                |
| 8 mai   | Myriam Yardeni                   | Historienne israélienne.                                                                                                 | 83    |                                                                     |
| 9 mai   | Axel Cassel                      | Sculpteur allemand. | 60    |                                                                     |
| 9 mai   | Kenan Evren                      | Militaire et homme politique turc.                                                                                       | 97    |                                                                     |
| 9 mai   | Johnny Gimble                    | Musicien américain de musique country.                                                                                   | 88    | (en)                                                                |
| 9 mai   | Alexandre Lamfalussy             | Économiste hongrois puis belge.                                                                                          | 86    |                                                                     |
| 9 mai   | Odo Marquard                     | Philosophe allemand. | 87    | (de)                                                                |
| 9 mai   | Elizabeth Wilson                 | Actrice américaine. | 94    |                                                                     |
| 10 mai  | Jack Body                        | Compositeur, ethnomusicologue et photographe néo-zélandais                                                               | 70    | (en)                                                                |
| 10 mai  | Chris Burden                     | Sculpteur américain. | 69    | (en)                                                                |
| 10 mai  | Jef Gravis                       | Peintre et plasticien français.                                                                                          | 76    |                                                                     |
| 10 mai  | Rachel Rosenthal                 | Artiste contemporaine française.                                                                                         | 88    | (en)                                                                |
| 10 mai  | Luiz Henrique da Silveira        | Homme politique brésilien.                                                                                               | 75    | (pt)                                                                |
| 11 mai  | Anne Courtillé                   | Historienne de l'art et femme de lettres française.                                                                      | 71    |                                                                     |
| 11 mai  | Jef Geeraerts                    | Écrivain belge. | 85    |                                                                     |
| 11 mai  | John Hewie                       | Footballeur écossais. | 87    | (en)                                                                |
| 11 mai  | Glen Orbik (en)                  | Artiste américain. | 51    | (en)                                                                |
| 11 mai  | Isobel Varley                    | Femme britannique très tatouée.                                                                                          | 77-78 | (en)                                                                |
| 12 mai  | Olympe Amaury                    | Doyenne des Français. | 113   |                                                                     |
| 12 mai  | Cecil Jones Attuquayefio         | Footballeur puis entraîneur ghanéen.                                                                                     | 70    |                                                                     |
| 12 mai  | Jean Castarède                   | Économiste, historien et essayiste français.                                                                             | 81    |                                                                     |
| 12 mai  | Clod'aria                        | Poétesse française. | 98    |                                                                     |
| 12 mai  | Peter Gay                        | Historien américain. | 91    | (en)                                                                |
| 12 mai  | Saulat Mirza (en)                | Criminel pakistanais. | 43-44 | (en)                                                                |
| 12 mai  | John Slater                      | Homme politique canadien.                                                                                                | 63    | (en)                                                                |
| 12 mai  | François Zanella                 | Constructeur et capitaine français de réplique de bateau.                                                                | 66    |                                                                     |
| 13 mai  | Jean-Claude Hesselbarth          | Peintre et dessinateur suisse.                                                                                           | 90    |                                                                     |
| 13 mai  | Rasmus Larsen                    | Joueur danois de basket-ball.                                                                                            | 20    |                                                                     |
| 13 mai  | Nina Otkalenko                   | Athlète de demi-fond soviétique, russe.                                                                                  | 86    | (ru)                                                                |
| 13 mai  | Gainan Saidschushin              | Coureur cycliste soviétique, russe.                                                                                      | 77    | (ru)                                                                |
| 13 mai  | Arlette Thomas                   | Actrice française. | 87    |                                                                     |
| 14 mai  | Georges Blin                     | Critique littéraire et universitaire français.                                                                           | 97    |                                                                     |
| 14 mai  | Geraldo Majela de Castro (pt)    | Prélat catholique brésilien.                                                                                             | 84    | (pt)                                                                |
| 14 mai  | Christian Didier                 | Assassin français. | 71    |                                                                     |
| 14 mai  | B.B. King                        | Guitariste, compositeur et chanteur américain de blues.                                                                  | 89    |                                                                     |
| 14 mai  | Jean Pliya                       | Homme politique et écrivain béninois.                                                                                    | 83    |                                                                     |
| 15 mai  | Prashant Bhargava (en)           | Réalisateur américain.                                                                                                   | 42    | (en)                                                                |
| 15 mai  | Bernard Dutin                    | Joueur de rugby français.                                                                                                | 70    |                                                                     |
| 15 mai  | Corey Hill (en)                  | Pratiquant américain de Mixed Martial Arts.                                                                              | 36    |                                                                     |
| 15 mai  | Jacob Jensen                     | Designer danois. | 89    | (en)                                                                |
| 15 mai  | Matulidi Jusoh (en)              | Homme politique malaisien.                                                                                               | 57    | (en)                                                                |
| 15 mai  | André Lacrampe                   | Prélat catholique français, archevêque émérite de Besançon.                                                              | 73    |                                                                     |
| 15 mai  | Carlos Maggi                     | Journaliste, avocat, historien, dramaturge et homme de lettres uruguayen.                                                | 92    | (es)                                                                |
| 15 mai  | Pierre Ostian                    | Journaliste et documentariste français.                                                                                  | 70    |                                                                     |
| 15 mai  | Gérard du Peloux                 | Athlète et journaliste français.                                                                                         | 92    |                                                                     |
| 15 mai  | Didi Petet (en)                  | Acteur indonésien. | 58    | (en)                                                                |
| 15 mai  | John Stephenson                  | Acteur américain. | 91    | (en)                                                                |
| 15 mai  | Renzo Zorzi                      | Pilote automobile italien.                                                                                               | 68    | (it)                                                                |
| 16 mai  | Moshe Levinger                   | Rabbin sioniste religieux israélien.                                                                                     | 80    | (en)                                                                |
| 16 mai  | Dean Potter                      | Pratiquant américain de BASE jump.                                                                                       | 43    |                                                                     |
| 16 mai  | Peter Tallberg                   | Régatier finlandais. | 77    | (fi)                                                                |
| 16 mai  | Dominik Tóth                     | Prélat catholique slovaque.                                                                                              | 89    | (sk)                                                                |
| 16 mai  | Trees van der Donck              | Actrice néerlandaise. | 81    | (nl)                                                                |
| 17 mai  | Claude Carliez                   | Maître d'armes et cascadeur français.                                                                                    | 90    |                                                                     |
| 17 mai  | Chinx                            | Rappeur américain. | 31    |                                                                     |
| 17 mai  | Margaret Dunning (en)            | Philanthrope américaine.                                                                                                 | 104   | (en)                                                                |
| 17 mai  | Leo Honkala                      | Lutteur finlandais, médaillé de bronze aux Jeux olympiques d'été de 1952.                                                | 82    | (sv)                                                                |
| 18 mai  | Frank Pierpoint Appleby (en)     | Militaire et homme politique canadien.                                                                                   | 101   | (en)                                                                |
| 18 mai  | Halldór Ásgrímsson               | Homme politique islandais, Premier ministre (2004-2006).                                                                 | 67    | (en)                                                                |
| 18 mai  | Raymond Gosling                  | Scientifique britannique.                                                                                                | 88    | (en)                                                                |
| 18 mai  | Christian Nezelof                | Pédiatre et pathologiste français, membre de l'Académie nationale de médecine.                                           | 93    |                                                                     |
| 18 mai  | Jean-François Théodore           | Financier français. | 68    |                                                                     |
| 19 mai  | Bruce Lundvall (en)              | Producteur de musique américain (Blue Note Records).                                                                     | 79    |                                                                     |
| 19 mai  | Happy Rockefeller                | Deuxième dame des États-Unis (1974-1977).                                                                                | 88    | (en)                                                                |
| 19 mai  | Robert S. Wistrich (en)          | Historien israélo-britannique, spécialiste de l'antisémitisme.                                                           | 70    |                                                                     |
| 20 mai  | Abdelaziz Bennani                | Général marocain. | 79    |                                                                     |
| 20 mai  | Ziuta Hartman (pl)               | Résistante polonaise, survivante du soulèvement du ghetto de Varsovie.                                                   | 92    |                                                                     |
| 20 mai  | Ebba Hentze                      | Femme de lettres féroïenne.                                                                                              | 84    | (fo)                                                                |
| 20 mai  | Manfred Müller                   | Prélat catholique allemand.                                                                                              | 88    | (de)                                                                |
| 20 mai  | Jan Prochyra (pl)                | Acteur polonais. | 66    | (pl)                                                                |
| 20 mai  | Mary Ellen Trainor               | Actrice américaine. | 62    |                                                                     |
| 21 mai  | César Boutteville                | Joueur d'échecs français.                                                                                                | 97    |                                                                     |
| 21 mai  | Anne Duguël                      | Femme de lettres belge, un des noms de plume d'Anne Liger-Belair.                                                        | 69    |                                                                     |
| 21 mai  | Fatimé Kimto                     | Femme politique tchadienne.                                                                                              | ?     |                                                                     |
| 21 mai  | Juan Molinar Horcasitas          | Homme politique mexicain.                                                                                                | 59    | (es)                                                                |
| 21 mai  | Ernst Rüesch                     | Homme politique suisse.                                                                                                  | 87    | (de)                                                                |
| 21 mai  | Annarita Sidoti                  | Athlète italienne. | 45    | (it)                                                                |
| 21 mai  | Twinkle                          | Chanteuse britannique.                                                                                                   | 66    | (en)                                                                |
| 22 mai  | Vinko Hafner (sl)                | Résistant et homme politique yougoslave, slovène.                                                                        | 95    | (hr)                                                                |
| 22 mai  | Louis Johnson                    | Bassiste et réalisateur artistique américain de funk, membre des Brothers Johnson.                                       | 60    |                                                                     |
| 22 mai  | Vladimir Katriuk                 | Militaire et fugitif nazi et résistant ukrainien, devenu apiculteur québécois, canadien.                                 | 93    |                                                                     |
| 22 mai  | Karin Maruyama                   | Idole japonaise. | 21    |                                                                     |
| 22 mai  | Michel Mortier                   | Designer français. | 89-90 |                                                                     |
| 22 mai  | Radomir Naumov                   | Homme politique serbe.                                                                                                   | 68    | (bs)                                                                |
| 22 mai  | Jean-Luc Sassus                  | Footballeur français. | 52    |                                                                     |
| 22 mai  | Terry Sue-Patt (en)              | Acteur britannique. | 50    | (en)                                                                |
| 22 mai  | Godfrey Wettinger                | Historien maltais. | 85    |                                                                     |
| 23 mai  | Yusuf Dirir Abdi                 | Homme politique somalien.                                                                                                | ?     |                                                                     |
| 23 mai  | Anne Meara                       | Actrice et scénariste américaine.                                                                                        | 85    | (en)                                                                |
| 23 mai  | Alicia Nash (en)                 | Personnalité mondaine américaine née salvadorienne, épouse de John Forbes Nash.                                          | 82    |                                                                     |
| 23 mai  | John Forbes Nash                 | Mathématicien et économiste américain, lauréat du prix Nobel d'économie (1994).                                          | 86    |                                                                     |
| 23 mai  | Carl Nesjar                      | Artiste peintre et sculpteur norvégien.                                                                                  | 94    | (no)                                                                |
| 24 mai  | Marcus Belgrave                  | Trompettiste américain de jazz.                                                                                          | 78    |                                                                     |
| 24 mai  | Tanith Lee                       | Romancière britannique.                                                                                                  | 67    |                                                                     |
| 24 mai  | Daniel Meltzer (en)              | Avocat américain, conseiller juridique de Barack Obama.                                                                  | 63    | (en)                                                                |
| 24 mai  | Abraham Pincas                   | Peintre, chercheur, écrivain, professeur et voyageur bulgaro-franco-israélien.                                           | 69    |                                                                     |
| 24 mai  | Guido Plante (de)                | Prélat et missionnaire catholique canadien.                                                                              | 78    | (es)                                                                |
| 24 mai  | Bharat Raj Upreti                | Juge népalais. | 64    | (en)                                                                |
| 25 mai  | Robert Lebel                     | Prélat catholique canadien.                                                                                              | 90    |                                                                     |
| 25 mai  | Mary Ellen Mark                  | Photographe américaine.                                                                                                  | 75    |                                                                     |
| 26 mai  | Vicente Aranda                   | Réalisateur de cinéma espagnol.                                                                                          | 88    | (es)                                                                |
| 26 mai  | Ahmed Chtourou                   | Homme politique tunisien.                                                                                                | 83    |                                                                     |
| 26 mai  | Gottfried Diener                 | Bobeur suisse, champion aux Jeux olympiques d'hiver de 1956.                                                             | 88    | (de)                                                                |
| 26 mai  | Rocky Frisco (en)                | Pianiste américain. | 77    | (en)                                                                |
| 26 mai  | Bob Hornery (en)                 | Acteur australien. | 83    | (en)                                                                |
| 26 mai  | Robert Paul Kraft                | Astronome américain. | 87    | (en)                                                                |
| 26 mai  | João Lucas                       | Footballeur portugais.                                                                                                   | 35    | (pt)                                                                |
| 27 mai  | Rolf Bloch                       | Industriel suisse, président du Fonds en faveur des victimes de l'Holocauste et directeur de Camille Bloch.              | 84    |                                                                     |
| 27 mai  | Erik Carlsson                    | Pilote de rallye suédois.                                                                                                | 86    | (en)                                                                |
| 27 mai  | Nils Christie                    | Criminologue norvégien.                                                                                                  | 87    | (no)                                                                |
| 27 mai  | Peter Celestine Elampassery (de) | Prélat catholique indien.                                                                                                | 76    | (en)                                                                |
| 27 mai  | Michael L. Martin                | Philosophe analytique américain.                                                                                         | 83    | (en)                                                                |
| 27 mai  | Elisabeth Wiedemann (en)         | Actrice allemande. | 89    | (de)                                                                |
| 28 mai  | Ionas Chepulis                   | Boxeur soviétique, lituanien, médaillé d'argent aux Jeux olympiques d'été de 1968 (poids lourds).                        | 75    | (ru) Texte en grasizni-ushla-legenda-litovskogo-boksa.d?id=68105312 |
| 28 mai  | Chantal Serre                    | Footballeuse internationale française.                                                                                   | 63    |                                                                     |
| 29 mai  | Henry Carr                       | Athlète de sprint et joueur de foot U.S. américain, double champion aux Jeux olympiques d'été de 1964.                   | 72    | (en)                                                                |
| 29 mai  | Doris Hart                       | Tenniswoman américaine.                                                                                                  | 89    |                                                                     |
| 29 mai  | Betsy Palmer                     | Actrice américaine. | 88    | (en)                                                                |
| 30 mai  | Pierre Abeberry                  | Prêtre catholique dominicain et homme de télévision français.                                                            | 90    |                                                                     |
| 30 mai  | Beau Biden                       | Avocat, militaire et homme politique américain, procureur général du Delaware (2007-2015), fils aîné de Joe Biden.       | 46    |                                                                     |
| 30 mai  | Joël Champetier                  | Écrivain québécois. | 57    |                                                                     |
| 30 mai  | Jacky Charrier                   | Footballeur français. | 52    |                                                                     |
| 30 mai  | Jake D'Arcy (en)                 | Acteur écossais. | 55-75 | (en)                                                                |
| 30 mai  | Julie Harris                     | Costumière anglaise. | 94    | (en)                                                                |
| 30 mai  | Lennie Merullo                   | Joueur américain de baseball.                                                                                            | 98    | (en)                                                                |
| 30 mai  | L. Tom Perry                     | Apôtre américain de l'Église de Jésus-Christ des saints des derniers jours.                                              | 92    | (en)                                                                |
| 31 mai  | Jacques Fontaine                 | Historien français, membre de l'Académie des inscriptions et belles-lettres et président de l'Institut de France (1993). | 93    |                                                                     |
| 31 mai  | Françoise-Hélène Jourda          | Architecte française. | 59    |                                                                     |
| 31 mai  | François Mahé                    | Coureur cycliste français.                                                                                               | 84    |                                                                     |